# Lilltjärnen (Lits socken, Jämtland)
Lilltjärnen är en sjö i Östersunds kommun i Jämtland och ingår i Indalsälvens huvudavrinningsområde.